# Washington P. Bermúdez
Washington P. Bermúdez (Montevideo, 7 de mayo de 1847 - 16 de noviembre de 1913) fue un escritor y periodista uruguayo quien editó la revista de sátira El Negro Timoteo.

## Biografía
Washington Pedro José Bermúdez nació en Montevideo y sus padres fueron Pedro Pablo Bermúdez y Josefa Estavillo Rojas. Intervino en la revolución blanca del coronel Timoteo Aparicio y en otras de las contiendas que hubo en la época.
En 1876 fundó la revista satírica El Negro Timoteo donde expresaba en forma de burla su franca oposición al régimen de Lorenzo Latorre.
Publicó también en El Heraldo en 1881 una obra bajo el seudónimo Timoteo. Otros seudónimos que utilizó fueron Un Aficionado y Yapeyú. Otro de sus seudónimos más famosos fue Vinagrillo bajo el cual publicaba artículos satíricos sobre los acontecimientos de su época. 
Fundó y dirigió una revista llamada El Pobrecito Hablador. En ella utilizaba los seudónimos Figarín, Figarito y Figaruelo.
Fue incluido en varias antologías de poesías de Uruguay.

## Obras
- Los oradores de la Cámara: retratos, bocetos y caricaturas de algunos diputados de 1873 (bajo el seudónimo 'Un aficionado'. 1876)
- Una broma de César (1881)
- El Baturrillo uruguayo (1885)
- Artigas: drama criollo en cuatro actos y una apoteosis (histórico) subdividido en ocho cuadros (1898)